# 各有千秋
各有千秋，是日本純種競賽馬匹。生涯活躍於一哩至中距離賽事，曾勝出彌生賞、聖烈特紀念、每日王冠等六項二級賽，為目前中央賽駒中勝出二級賽數目最多的賽駒。

## 出賽前
1999年4月22日出生於北海道浦河町山田牧場，成長途中於拍賣會上被賽馬遊戲「Derby Stallion」開發人兼馬主薗部博之以913萬日圓購入。
其後交由美浦競馬中心練馬師宗像義忠訓練。

## 競賽生涯

### 2歲
2001年8月12日出戰新潟競馬場2歲新馬戰，於直線1000米的比賽途中守住第二的位置，於最後關頭逐步加速推進，最終以1/2馬位優勢取得首勝。
其後出戰新潟兩歲錦標，繼續採用先行戰術下於最後彎道經已透出望空，進入直路後隨即以優秀的反應不斷衝刺，最終以破紀錄的1分21.7秒完賽時間及5馬位優勢取得首個分級賽冠軍。
但於賽後，陣營發現其患有骨膜炎，因而進入休養觀察狀態。
12月月朝日盃未來錦標復出，本次比賽未有搶前，而是穩定的保持於約莫第七、八左右的位置。進入直路後，其於外檔成功尋找到空檔展開衝刺，但未能追上前方的尊師重道及Star El Dorado下再被Yamano Blizzard壓制，最終以第四完賽。

### 3歲
2002年首戰選擇為皋月賞前哨戰彌生賞，賽前取得第四人氣。比賽開始後，其以迅速的速度嚮應騎師田中勝春的指揮搶佔位置，於比賽途中一直保持領放的姿態逐步推進。進入直路後，其繼續於內欄位置不斷加速，最終成功堅守位置下力退後方外檔來襲的Roman Empire取得第二個分級賽冠軍。
其後按照計劃出戰皋月賞及東京優駿（日本打吡），但未能發揮優秀表現下分別以第八及第七落敗。
秋季以聖烈特紀念作為啟動戰，比賽開始後隨即進佔內欄位置並保持於Haneda Ranger及Meiner Amundsen後方第三的位置。進入直路後，其再度展現出優秀的加速力，輕鬆超越前方的兩匹對手下繼續保持衝刺姿態，最終拉開稍為衝出的大賞識取得冠軍。
完成聖烈特紀念後使用優先出賽權挑戰菊花賞，但於比賽途中不斷墮後，縱然於直路重新加速亦未能扭轉局面，最終僅跑獲一席第五，

### 4歲
2003年原定以美國賽馬會盃作為首戰，但賽前面部受傷而避戰，改為出戰中山紀念，最終未能阻止天鵝騎士一放到底之下以1 3/4馬位差距落敗。
其後挑戰日經賞，採取先行戰術下於對面直路稍為收慢墮後至第七左右的位置，於直路由中檔位置突破衝出，但最終未能於直路上的纏鬥壓贏Ingrandire，被對手彈離之下落敗。
完成日經賞後繼續於中距離戰勝作賽，於金鯱賞雖然表現不俗取得第四，但隨後挑戰寶塚紀念卻以第十一大敗。
進入秋季後以每日王冠作為熱身，保持於先頭約莫三、四左右的位置下在最後彎道開始取位，成功透出之下進入望空狀態。進入直路後，其繼續於所在位置展開衝刺，最終轟出優秀的末腳速度下以破紀錄的1分45.7秒時間取得冠軍。
完成每日王冠後，陣營認為其於1800米以上的賽事表現較為飄拂，因而放棄秋季天皇賞改以一哩冠軍賽為目標。比賽開始後，其選擇於第四左右的位置展開推進，於直路上未有太大動作之下亦以第四完賽。

### 5歲
2004年年初稍為休養後於產經大阪盃復出，雖然表現出不俗的節奏和推進，但於直路上仍然未能壓制其他對手，最終以第四完賽。
其後陣營參考以上賽事各有千秋的表現，決定安排其縮程出戰安田紀念。比賽開始後，其繼續以優秀的反應貼欄推進，並進佔一席第五的位置等待時機。進入直路後，其雖然於中內檔位置成功突圍並跑出不俗的速度，但最終稍為轉趨力弱下被外檔來襲的兩匹賽駒鶴丸小子及千里通超越，以第三的戰績完賽。
夏季其並未進入休養，而是重返2000米戰線出戰札幌紀念。比賽開始後，其於領放馬天鵝騎士後方的位置展開推進，並一直保持穩定的速度保留體力。進入直路後，其成功將對手超越並一度取得領先，但於中段時候逐漸被中團位置殺出的美妙姿勢壓制，最終被對手趕過之下以第二完賽。
進入秋季有以秋季天皇賞接戰一哩冠軍賽的路線進行賽事，但表現下滑之下分別以第九及第八落敗。

### 6歲
2005年首戰為中山紀念，比賽初段率先搶佔先機下保持於第二、三的位置，一直於前方位置累積優勢下在最後直路亦能繼續加速，最終力壓從後以上的結伴行取得久違的勝利。
然而本年度其後時間未能保持中山紀念時的表現，最佳戰績為於每日王冠中取得殿軍。

### 7歲
進入2006年，陣營於本年度有意安排其出戰二月錦標，因而年初以根岸錦標作為熱身，但泥地適性完全不足之下以第十一大敗。
鑑於根岸錦標中的慘烈表現，陣營決定撤回出戰二月錦標的決定，並改為以中山紀念為目標。比賽開始後，其再度展現優秀的反應，稍為接受騎師田中的指揮下便衝出搶佔領放位置，並帶出前1000米60.9秒的較慢節奏使自身可以保留體力。進入直路後，其於內欄位置開始啟動並進入衝刺狀態，最終成功彈離對手，以5馬位優勢戰勝大和主將達成連霸，亦為1984年引入分級制以來首匹連霸此賽事的賽駒。
其後挑戰安田紀念雖然因失速以第十七慘敗，但出戰寶塚紀念成功將狀態調整，以領放的姿態展開賽事下於直路僅被大震撼及成田世紀超越取得第三。
夏季稍為休養後於秋季出戰產經賞，再度選擇前置戰術之下在最後彎道成功進佔有利位置，於直路上亦能展現加速力，最終壓制後方衝出的大宇宙下以鼻位險勝，取得生涯第六個二級賽冠軍，亦打破日本二級賽冠軍數目記錄。
贏得產經賞後，陣營原定安排其角逐秋季天皇賞，但於賽前的訓練途中左前腳肌腱斷裂，被診斷為喪失比賽能力後退役。

### 詳細賽績
| 日期       | 舉辦國家 | 馬場 | 距離   | 級別 | 賽事名稱       | 負重 | 騎師     | 馬號 | 出馬 | 名次 | 時間   | 頭馬（二馬）       |
| ---------- | -------- | ---- | ------ | ---- | -------------- | ---- | -------- | ---- | ---- | ---- | ------ | ------------------ |
| 12/8/2001  | 日本     | 新潟 | 草1000 |      | 2歲新馬        | 53   | 田中勝春 | 1    | 13   | 1    | 0:56.3 | （Sorgente）       |
| 2/9/2001   | 日本     | 新潟 | 草1400 | GIII | 新潟兩歲錦標   | 54   | 木幡初廣 | 3    | 10   | 1    | 1:21.7 | （Star El Dorado） |
| 9/12/2001  | 日本     | 中山 | 草1600 | GI   | 朝日盃未來錦標 | 55   | 木幡初廣 | 14   | 16   | 4    | 1:34.1 | 尊師重道           |
| 3/3/2002   | 日本     | 中山 | 草2000 | GII  | 彌生賞         | 56   | 田中勝春 | 4    | 11   | 1    | 2:02.0 | （Roman Empire）   |
| 14/4/2002  | 日本     | 中山 | 草2000 | GI   | 皋月賞         | 57   | 田中勝春 | 1    | 18   | 8    | 1:59.3 | 莫名其妙           |
| 26/5/2002  | 日本     | 東京 | 草2400 | GI   | 東京優駿       | 57   | 田中勝春 | 15   | 18   | 7    | 2:26.9 | 谷野美酒           |
| 15/9/2002  | 日本     | 新潟 | 草2200 | GII  | 聖烈特紀念     | 56   | 田中勝春 | 12   | 17   | 1    | 2:12.9 | （大賞識）         |
| 20/10/2002 | 日本     | 京都 | 草3000 | GI   | 菊花賞         | 57   | 田中勝春 | 16   | 18   | 5    | 3:06.5 | 菱鑽奇寶           |
| 2/3/2003   | 日本     | 中山 | 草1800 | GII  | 中山紀念       | 57   | 田中勝春 | 9    | 12   | 2    | 1:47.9 | 天鵝騎士           |
| 29/3/2003  | 日本     | 中山 | 草2500 | GII  | 日經賞         | 57   | 木幡初廣 | 4    | 10   | 2    | 2:31.5 | Ingrandire         |
| 31/5/2003  | 日本     | 中京 | 草2000 | GII  | 金鯱賞         | 58   | 田中勝春 | 10   | 14   | 4    | 1:59.2 | 跳舞城             |
| 29/6/2003  | 日本     | 阪神 | 草2200 | GI   | 寶塚紀念       | 58   | 武幸四郎 | 12   | 17   | 11   | 2:13.5 | 菱鑽奇寶           |
| 12/10/2003 | 日本     | 東京 | 草1800 | GII  | 每日王冠       | 58   | 田中勝春 | 7    | 11   | 1    | 1:45.7 | （Toho Shiden）    |
| 23/11/2003 | 日本     | 京都 | 草1600 | GI   | 一哩冠軍賽     | 57   | 田中勝春 | 10   | 18   | 4    | 1:33.6 | 多旺達             |
| 4/4/2004   | 日本     | 阪神 | 草2000 | GII  | 產經大阪盃     | 58   | 田中勝春 | 11   | 11   | 4    | 1:59.9 | 新宇宙             |
| 6/6/2004   | 日本     | 東京 | 草1600 | GI   | 安田紀念       | 58   | 田中勝春 | 16   | 18   | 3    | 1:32.8 | 鶴丸小子           |
| 22/8/2004  | 日本     | 札幌 | 草2000 | GII  | 札幌紀念       | 57   | 田中勝春 | 3    | 11   | 2    | 2:00.5 | 美妙姿勢           |
| 31/10/2004 | 日本     | 東京 | 草2000 | GI   | 秋季天皇賞     | 58   | 田中勝春 | 15   | 17   | 9    | 2:00.5 | 荒漠英雄           |
| 21/11/2004 | 日本     | 京都 | 草1600 | GI   | 一哩冠軍賽     | 57   | 田中勝春 | 9    | 16   | 8    | 1:34.0 | 多旺達             |
| 27/2/2005  | 日本     | 中山 | 草1800 | GII  | 中山紀念       | 58   | 田中勝春 | 11   | 14   | 1    | 1:46.5 | （結伴行）         |
| 5/6/2005   | 日本     | 東京 | 草1600 | GI   | 安田紀念       | 58   | 田中勝春 | 8    | 18   | 7    | 1:32.8 | 淺草田園           |
| 9/10/2005  | 日本     | 東京 | 草1800 | GII  | 每日王冠       | 58   | 田中勝春 | 6    | 17   | 4    | 1:47.0 | 旭日飛駒           |
| 30/10/2005 | 日本     | 東京 | 草2000 | GI   | 秋季天皇賞     | 58   | 田中勝春 | 18   | 18   | 11   | 2:00.7 | 美妙浪漫           |
| 20/11/2005 | 日本     | 京都 | 草1600 | GI   | 一哩冠軍賽     | 57   | 木幡初廣 | 9    | 17   | 5    | 1:32.4 | 三連冠             |
| 29/1/2006  | 日本     | 東京 | 泥1400 | GIII | 根岸錦標       | 58   | 木幡初廣 | 11   | 16   | 11   | 1:24.6 | 動力無限           |
| 27/2/2006  | 日本     | 中山 | 草1800 | GII  | 中山紀念       | 59   | 田中勝春 | 6    | 12   | 1    | 1:48.9 | （大和主將）       |
| 4/6/2006   | 日本     | 東京 | 草1600 | GI   | 安田紀念       | 58   | 田中勝春 | 12   | 18   | 17   | 1:35.4 | 牛精福星           |
| 25/6/2006  | 日本     | 京都 | 草2200 | GI   | 寶塚紀念       | 58   | 田中勝春 | 13   | 13   | 3    | 2:13.8 | 大震撼             |
| 24/9/2006  | 日本     | 中山 | 草2200 | GII  | 產經賞         | 58   | 田中勝春 | 5    | 15   | 1    | 2:12.1 | （大宇宙）         |

## 退役後
退役後，各有千秋成為了配種馬，於北海道新日高町Arrow Stud休養，在2007年進行配種。首批子嗣於2008年出生。首批子嗣可於2010年出賽。
2012年由配種馬退役，前往北海道苫小牧市北方馬匹公園作為乘騎馬使用。
2021年再度轉移陣地，於茨城縣龍崎市馬術俱樂部Crane龍崎繼續作為乘騎馬工作。

## 血統簡介
父系Fusaichi Concerde爲日本賽駒，生涯戰績優秀，曾勝出東京優駿。祖父Caerleon爲美國生產的愛爾蘭賽駒，生涯戰績彪炳，曾勝出一級賽法國打吡及英國國際錦標，退役後配種成績亦非常優秀。
母系Hall of Fame為日本賽駒，生涯僅勝出條件戰級別的賽事。外祖父Allez Milord為美國生產的愛爾蘭及德國賽駒，曾勝出一級賽歐洲大賽及金文夏殊草地冠軍錦標。

### 血統簡介
| 父線：尼真斯基系（北地舞人系）         |                             |              |                |
| 種馬 Fusaichi Concorde 1993年（棗色）  | Caerleon 1980年（棗色）     | 尼真斯基     | 北地舞人       |
| 種馬 Fusaichi Concorde 1993年（棗色）  | Caerleon 1980年（棗色）     | 尼真斯基     | Flaming Page   |
| 種馬 Fusaichi Concorde 1993年（棗色）  | Caerleon 1980年（棗色）     | Foreseer     | 圓桌武士       |
| 種馬 Fusaichi Concorde 1993年（棗色）  | Caerleon 1980年（棗色）     | Foreseer     | Regal Gleam    |
| 種馬 Fusaichi Concorde 1993年（棗色）  | Ballet Queen 1988年（棗色） | 鞍匠井       | 北地舞人       |
| 種馬 Fusaichi Concorde 1993年（棗色）  | Ballet Queen 1988年（棗色） | 鞍匠井       | Fairy Bridge   |
| 種馬 Fusaichi Concorde 1993年（棗色）  | Ballet Queen 1988年（棗色） | Sun Princess | English Prince |
| 種馬 Fusaichi Concorde 1993年（棗色）  | Ballet Queen 1988年（棗色） | Sun Princess | Sunny Valley   |
| 繁殖雌馬 Hall of Fame 1991年（深棗色） | Allez Milord 1983年（棗色） | Tome Rolfe   | 里博           |
| 繁殖雌馬 Hall of Fame 1991年（深棗色） | Allez Milord 1983年（棗色） | Tome Rolfe   | Pocahontas     |
| 繁殖雌馬 Hall of Fame 1991年（深棗色） | Allez Milord 1983年（棗色） | Why Me Lord  | Bold Reasoning |
| 繁殖雌馬 Hall of Fame 1991年（深棗色） | Allez Milord 1983年（棗色） | Why Me Lord  | Tomorrowland   |
| 繁殖雌馬 Hall of Fame 1991年（深棗色） | Velvet Sash 1986年（棗色）  | Dictus       | Sanctus        |
| 繁殖雌馬 Hall of Fame 1991年（深棗色） | Velvet Sash 1986年（棗色）  | Dictus       | Doronic        |
| 繁殖雌馬 Hall of Fame 1991年（深棗色） | Velvet Sash 1986年（棗色）  | Dyna Sash    | 北方風味       |
| 繁殖雌馬 Hall of Fame 1991年（深棗色） | Velvet Sash 1986年（棗色）  | Dyna Sash    | Royal Sash     |
| 雌系：號族：1-t                        |                             |              |                |
| 五代內近親交配：北地舞人 4×4×5         |                             |              |                |

## 命名由來
名字Balance of Game（バランスオブゲーム）意思為：「遊戲的平衡」，出自馬主薗部博之游戏开发者的身份，香港則取此意思背後代表「各玩家機會均等」的含意，翻譯為「各有千秋」。

## 外部連結
- 各有千秋 netkeiba.com （页面存档备份，存于）
- 血統表 （页面存档备份，存于）